# Ctenus indicus
Ctenus indicus este o specie de păianjeni din genul Ctenus, familia Ctenidae, descrisă de Gravely, 1931. Conform Catalogue of Life specia Ctenus indicus nu are subspecii cunoscute.